# 夜靈

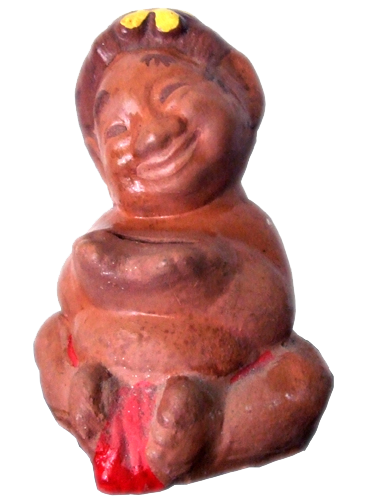
夜靈雕像

夜靈是夏威夷神話中的矮人，據說他們生活在夏威夷群島的深森林和隱藏山谷中，這些區域都隱藏在遠離人類住區的地方。               
夜靈被夏威夷人描述為精湛的工匠。他們擅長建造神廟、魚塘、道路、獨木舟和房屋。夏威夷民間相信著夜靈所建造的某些建築仍然存在。據說夜靈在來自玻里尼西亞遷移者抵達夏威夷之前就已經住在此地了。他們最喜歡的食物是香蕉和魚。相傳夜靈只會在夜間出現並且會在這一晚上的時間內建造出非常壯麗的建築。但是，如果他們無法在一夜之間完成工作，他們就會將他們未完成的作品閒置。除了他們的孩子和與他們有聯繫的人類之外，沒有人能夠看到夜靈。

## 研究
至今還沒有發現任何符合夜靈描述的歷史人物的實物證據，但是仍有一些學者提出了他們對於夜靈傳說來源的看法。

一些早期的學者認為有兩批的移民，第一批到夏威夷的移民者是來自馬克薩斯群島，第二群則來自塔希提。其中塔希提定居者壓迫平民同鄉，這些平民逃到山上，山下的塔西堤定居者以塔希提語為語言的manahune稱為他們Menahune。這個假設的支持者認為該島的統治者阿里阿庫庫（Kaumualiʻi）於1820年對考阿島進行了人口普查，其中列出65人為夜靈。
民俗主義者凱瑟琳·洛瑪拉（Katharine Luomala）認為夜靈的傳說是接觸歐洲人後產生的神話，是通過將manahune一詞與歐洲棕精靈(rownie)傳說而創造的。他們聲稱夏威夷在未與歐洲接觸前的神話中並沒有提到夜靈，但是因為夜靈是民間的口頭神話，所以這件事情學者也沒有辦法進行證實。這個理論的支持者相信傳說中的梅內湖內魚塘創作，確實是在一天之內完成的，但是不是由夜靈來完成，而是由當地的領袖（作為權力的展示）來完成的，為了完成這個魚塘當地的領袖強迫他的每一個人民都出現在工地協助建築。

## 傳說為夜靈所蓋的建築物

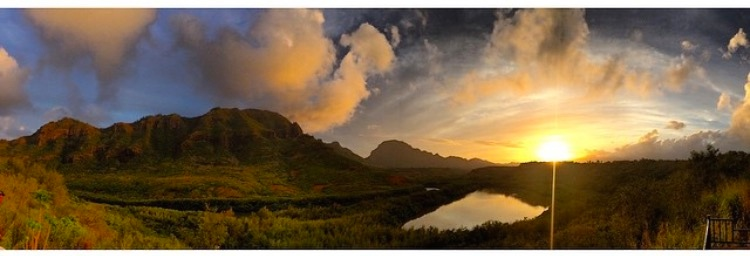
梅內湖內魚塘

- 考艾島的梅內湖內魚塘 梅內湖內魚塘
- 考艾島的Menehune水渠
- 內克島的建築物
- 夏威夷島卡哈魯灣的Menehune防波堤[2]

## 夜靈廣告、小說、電影
- 聯合航空（United Airlines）在1970年代至1980年代為夏威夷提供服務時，在他的廣告中使用了夜靈作為代表，並推出了夜靈的雕像。[3]

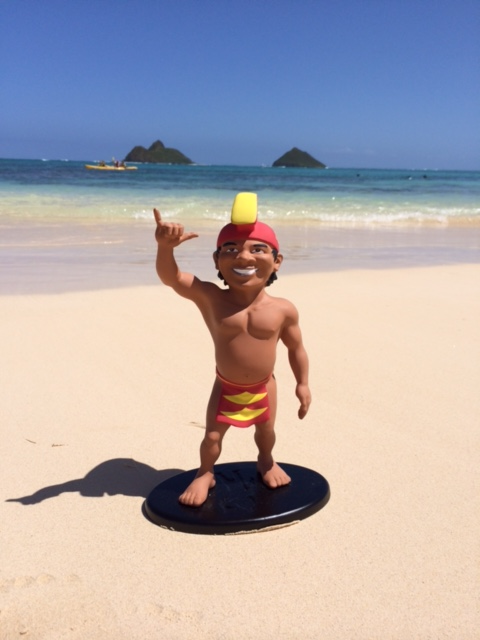
夜靈伴手禮

- 卡爾·巴克斯撰寫了一個故事，講述了史高治·麥克老鴨如何在夜靈的幫助下拍攝了“ 夜靈之謎 ”。
- 夜靈在火箭動力Rocket Power電視篇章《夜靈之島》中扮演著重要角色。

## 其他矮人傳說
- 棕精靈
- 賽夏族巴斯達隘
- 侏儒 (北歐神話)
- 歐洲神話矮人

### 來源
1. ↑  瑟姆·索姆（1907年）。夏威夷民間故事
2. ↑  .   [2020-05-18]. （原始内容存档于2020-10-30）.
3. ↑  .   [2020-05-18]. （原始内容存档于2013-10-02）.

### 書籍
- Joesting, Edward. . Honolulu, Hawaii: University of Hawaiʻi Press and Kauaʻi Museum Association. 1987 [1984]. ISBN 0-8248-1162-3.
- Luomala, Katharine (1951): "The Menehune of Polynesia and Other Mythical Little People of Oceania". Bernice P. Bishop Museum Bulletin Vol. 203; Kraus Reprint, Millwood, N.Y., 1986
- Nordhoff, Charles (1874): Northern California, Oregon and the Sandwich Islands, Chapter V, p. 80: "The Hawaiian at Home: Manners and Customs". Sampson Low, Marston, Low & Searle, London; available free online.
- Nordyke, Eleanor C. . University of Hawaii Press. 1989. ISBN 0-8248-1191-7.
- Schmitt, Robert C., "Early Hawaiian Statistics," The American Statistician, Vol. 35, No. 1, pages 1–3, February, 1981;(Retrieved on 2008-02-16)